# Liste der Monuments historiques in Lachaussée
Die Liste der Monuments historiques in Lachaussée führt die Monuments historiques in der französischen Gemeinde Lachaussée auf.

## Liste der Objekte
| Bezeichnung        | Beschreibung                                                                | Standort                                    | Kennzeichnung | Schutzstatus | Datum | Bild |
| ------------------ | --------------------------------------------------------------------------- | ------------------------------------------- | ------------- | ------------ | ----- | ---- |
| Linker Seitenaltar | Altartisch und Retabel; Holz, farbig gefasst und vergoldet, 18. Jahrhundert | Lachaussée, in der Kirche St-Nicolas (Lage) | PM55001948    | Inscrit      | 1997  |      |
| Pietà              | Kalkstein, farbig gefasst, 16. Jahrhundert                                  | Lachaussée, in der Kirche St-Nicolas (Lage) | PM55001425    | Inscrit      | 1976  |      |